# Alcis fortior
Alcis fortior là một loài bướm đêm trong họ Geometridae.